# Título 42, referente a contención de enfermedades y salud pública
Las expulsiones del Título 42 fue remociones por parte del gobierno de los Estados Unidos de personas que han estado recientemente en un país donde estaba presente una enfermedad contagiosa. El alcance de la autoridad para las expulsiones relacionadas con el contagio se establece por ley en 42 U.S.C. § 265. Durante la Pandemia por COVID-19, la administración del entonces presidente Donald Trump utilizó esta disposición (sección 265) para bloquear en general la entrada por tierra de muchos migrantes. Esta práctica ha sido continuada por la administración del actual presidente Joe Biden con expansión. El Título 42 del Código de los Estados Unidos incluye numerosas secciones que se ocupan de la salud pública, el bienestar social y los derechos civiles, pero, en el contexto de la inmigración, la frase "Título 42" se utilizó para referirse específicamente a las expulsiones bajo la sección 265.
El programa permite que la Patrulla Fronteriza de los Estados Unidos y la Oficina de Aduanas y Protección Fronteriza de los Estados Unidos prohíban la entrada de personas que potencialmente representen un riesgo para la salud al estar sujetas a restricciones de viaje previamente anunciadas o al ingresar ilegalmente al país para eludir las medidas de control de salud. Su uso se implementó bajo la administración de Trump y ha continuado bajo la administración de Biden para prohibir que los solicitantes de asilo soliciten asilo legalmente en los Estados Unidos.  Las personas sujetas a la orden no son retenidas en áreas de congregación para su procesamiento y, en cambio, son expulsadas de inmediato a su país de último tránsito. Si no pueden ser devueltos al país de último tránsito (porque ese país no los aceptará debido a su nacionalidad), la Patrulla Fronteriza trabajará con sus socios interinstitucionales para expulsar a la persona a su país de origen. Las expulsiones bajo el Título 42 no se basan en el estatus migratorio y se rastrean por separado de la inmigración. En algunos casos, esto no es posible y los migrantes pueden ser expulsados a un tercer país que los aceptará en función de su residencia anterior. A discreción de la administración, el Título 42 puede usarse incluso para personas que normalmente tendrían un estatus de protección temporal basado en su país de origen.
El Título 42 fue inaplicable desde el 15 de noviembre del 2022, cuando el juez federal de D.C. Emmet G. Sullivan dictaminó que la política es una violación de la Ley de Procedimiento Administrativo,  hasta el 19 de diciembre cuando el presidente del Tribunal Supremo de los Estados Unidos, John Roberts, emitió una suspensión temporal. sobre el fallo de Sullivan, seguido por el tribunal en pleno en una votación de 5 a 4 el 27 de diciembre. En los días anteriores a la derogación de la política el 11 de mayo de 2023, aumentó el número de migrantes que cruzan la frontera. Más de 10.000 personas que cruzaron ilegalmente la frontera fueron detenidas diariamente entre el 8 y el 9 de mayo, según Brandon Judd, presidente del sindicato de la Patrulla Fronteriza.

## Código
El Título 42 del Código de los Estados Unidos, Capítulo 6A, Subcapítulo II, Parte G, Sección 265 establece:

§265. "Suspensión de entradas e importaciones desde lugares designados para prevenir la propagación de enfermedades transmisibles
Siempre que el Cirujano General determine que debido a la existencia de cualquier enfermedad transmisible en un país extranjero existe un peligro grave de introducción de dicha enfermedad a los Estados Unidos, y que este peligro aumenta tanto por la introducción de personas o bienes de dicho país país que se requiere una suspensión del derecho a introducir tales personas y bienes en interés de la salud pública, el Cirujano General, de conformidad con las normas aprobadas por el Presidente, tendrá la facultad de prohibir, en todo o en parte, la introducción de personas y bienes de los países o lugares que él designe a fin de evitar tal peligro, y por el período de tiempo que considere necesario para tal fin.” (1 de julio de 1944, cap. 373, título III, §362, 58 Estatuto 704.)

## Historia
La disposición se promulgó como parte de la Ley del Servicio de Salud Pública de 1944.
En marzo de 2020, el Centro para el Control de Enfermedades bajo la administración Trump emitió una orden de salud pública que permite la expulsión rápida de personas que cruzan la frontera sin autorización y solicitantes de asilo citando preocupaciones por el COVID-19. Como se considera una "expulsión" en lugar de una "deportación", los inmigrantes no tienen derecho a presentar un caso para permanecer en los Estados Unidos ante un juez de inmigración.  La mayoría de los migrantes sujetos a las medidas del Título 42 son devueltos a México en cuestión de horas. El asesor de Trump, Stephen Miller, tuvo un papel en la configuración de la política  y desde entonces la ha defendido en entrevistas.
En noviembre del 2020, un tribunal federal ordenó el cese de la práctica con respecto a los niños menores de edad no acompañados; el 29 de enero de 2021, el Tribunal de Apelaciones del Circuito de DC levantó la suspensión y permitió que los menores fueran expulsados mientras se revisaba el caso.
En febrero del 2021, México dejó de aceptar familias con niños bajo el programa. Physicians for Human Rights señala que la política se ha aplicado injustamente contra migrantes y asilados y que su propósito declarado de contener la propagación de COVID-19 es dudoso ya que Estados Unidos continúa permitiendo que millones de personas crucen la frontera entre Estados Unidos y México semanalmente. a principios de febrero de 2021, el gobierno mexicano anunció que dejaría de aceptar unidades familiares no mexicanas con hijos menores de edad devueltas a México bajo el Título 42.
En junio del 2021, se informó que la Administración Biden podría estar considerando rescindir el Título 42.  En septiembre de 2021, NPR informó que la administración Biden ha defendido la expulsión del Título 42 en los tribunales con el pretexto de frenar la propagación de COVID-19.
En diciembre del 2021, Anne Schuchat, la segunda funcionaria más alta de los Centros para el Control de Enfermedades, testificó que las expulsiones de migrantes bajo el Título 42 carecían de una justificación de salud pública suficiente.
En marzo del 2022, el Tribunal de Apelaciones del Circuito de DC dictaminó que el administrador de Biden puede continuar expulsando rápidamente a las familias migrantes bajo el Título 42, pero "solo a lugares donde no serán perseguidos ni torturados".
El 1 de abril del 2022, los CDC anunciaron oficialmente que rescindirían el Título 42. Sin embargo, para permitir la implementación de un programa de vacunas para vacunar a los migrantes en la frontera, la política no estaba programada para finalizar oficialmente hasta el 23 de mayo del 2022.  El 20 de mayo, el juez federal del Tribunal de Distrito de los Estados Unidos para el Distrito Oeste de Luisiana, Robert R. Summerhays, emitió un fallo que impide que los CDC pongan fin a la expulsión del Título 42.
En abril del 2022, la Administración Biden introdujo un programa simplificado para permitir que un número ilimitado de ciudadanos ucranianos que pasen varios controles y estén patrocinados por varias organizaciones bajo el programa "Unidos por Ucrania" estén exceptuados del Título 42 y obtengan trabajo y libertad condicional humanitaria. permisos. En octubre del 2022 introdujo un programa similar para los ciudadanos venezolanos, que deben llegar por vía aérea. El número de venezolanos se limitó a 24.000, y aquellos que llegaran cruzando ilegalmente a México o Panamá comenzarían a ser expulsados bajo el Título 42.
En octubre de 2022, la administración Biden invocó el Título 42 para expulsar a los migrantes venezolanos a México. Amnistía Internacional y Human Rights Watch criticaron la decisión.
El 15 de noviembre de 2022, el juez superior del Tribunal de Distrito de los Estados Unidos para el Distrito de Columbia, Emmet G. Sullivan, dictaminó que las expulsiones en virtud del Título 42 eran una violación de la Ley de Procedimiento Administrativo, y señaló que el Título era una "medida arbitraria y caprichosa". “violación de la Ley. El fallo requería que el gobierno de los Estados Unidos procesara a todos los solicitantes de asilo bajo la ley de inmigración como antes de la implementación del Título 42, y Sullivan llamó específicamente a los CDC por ignorar intencionalmente los efectos negativos de implementar el Título 42 y no considerar enfoques alternativos a la expulsión, como la vacunación. procesamiento al aire libre y permitir que los solicitantes de asilo se pongan en cuarentena con parientes estadounidenses. Sullivan opinó que la política no tenía una base racional ya que el COVID-19 ya estaba muy extendido en los Estados Unidos  cuando se inició el programa. El fallo fue celebrado por la ACLU, querellante en el caso.
El 19 de diciembre del 2022, el presidente del Tribunal Supremo de los Estados Unidos, John Roberts, mantuvo temporalmente el Título 42 y suspendió la decisión del juez Emmet G. Sullivan.  El 27 de diciembre, la Corte Suprema de los Estados Unidos concedió una suspensión contra la decisión de Sullivan con una división de 5 a 4. El caso, Arizona v. Mayorkas, se fijó para argumentos orales, aunque se trataba de si los estados podían intervenir, en lugar de los méritos de la política.
Se espera que la Administración Biden levante la orden que autoriza el Título 42 el 11 de mayo del 2023 cuando el gobierno federal ponga fin a la emergencia de salud pública de COVID-19. Para mitigar los efectos del fin de esta política, la Administración Biden planea para fortalecer el número de tropas estacionadas en la frontera entre Estados Unidos y México.  Las ciudades estadounidenses esperan recibir a algunos de estos migrantes una vez que crucen la frontera. La ciudad de Nueva York dijo que actualmente recibe 500 casos por día y espera que ese número aumente después de que expire el Título 42 el 11 de mayo. Los senadores Thom Tillis y Kyrsten Sinema en mayo de 2023 presentaron un proyecto de ley bipartidista para extender el Título 42.

## Críticas
El Título 42 ha sido criticado por varios grupos de derechos humanos, incluida la Unión Estadounidense de Libertades Civiles, Amnistía Internacional Estados Unidos, Human Rights Watch,  Human Rights First y el Consejo Estadounidense de Inmigración. Estos grupos argumentan que la política permite a Estados Unidos expulsar ilegalmente a los solicitantes de asilo sin ningún proceso legal.
En febrero de 2021, más de 60 congresistas, encabezados por la congresista Frederica S. Wilson, el presidente del Comité de Asuntos Exteriores de la Cámara de Representantes, Gregory W. Meeks, la congresista Pramila Jayapal y el presidente del Comité de Seguridad Nacional, Bennie G. Thompson, enviaron una carta al Secretario de Seguridad Nacional, Alejandro Mayorkas pidiéndole que ponga fin a la práctica. En la carta, argumentaron que Mayorkas debería emplear formas alternativas de ayuda humanitaria para los detenidos sujetos a deportación por el resto de la pandemia.

## Estadísticas de las expulsiones
Las expulsiones del Título 42 por mes y por departamento son las siguientes:
| Mes             | Patrulla Fronteriza de los Estados Unidos | Oficina de Operaciones de campo | Total   |
| --------------- | ----------------------------------------- | ------------------------------- | ------- |
| Marzo 2020      | 7,094                                     | 76                              | 7,170   |
| Abril 2020      | 15,018                                    | 526                             | 15,544  |
| Mayo 2020       | 20,084                                    | 875                             | 20,959  |
| Junio 2020      | 28,534                                    | 1,423                           | 29,957  |
| Julio 2020      | 35,444                                    | 1,694                           | 37,138  |
| Agosto 2020     | 42,808                                    | 2,272                           | 45,080  |
| Septiembre 2020 | 48,839                                    | 2,546                           | 51,385  |
| Octubre 2020    | 63,006                                    | 2,777                           | 65,783  |
| Noviembre 2020  | 61,326                                    | 2,454                           | 63,780  |
| Diciembre 2020  | 60,535                                    | 2,498                           | 63,033  |
| Enero 2021      | 62,383                                    | 2,230                           | 64,613  |
| Febrero 2021    | 70,200                                    | 2,213                           | 72,413  |
| Marzo 2021      | 101,931                                   | 2,343                           | 104,274 |
| Abril 2021      | 109,993                                   | 2,029                           | 112,022 |
| Mayo 2021       | 110,717                                   | 2,241                           | 112,958 |
| Junio 2021      | 103,110                                   | 2,358                           | 105,468 |
| Julio 2021      | 93,830                                    | 2,727                           | 96,557  |
| Agosto 2021     | 93,117                                    | 2,290                           | 95,407  |
| Septiembre 2021 | 100,558                                   | 2,115                           | 102,673 |
| Octubre 2021    | 92,632                                    | 2,710                           | 95,342  |
| Noviembre 2021  | 87,843                                    | 3,073                           | 90,526  |
| Diciembre 2021  | 79,220                                    | 3,491                           | 82,711  |
| Enero 2022      | 76,312                                    | 3,335                           | 79,647  |
| Febrero 2022    | 90,773                                    | 3,534                           | 94,307  |
| Marzo 2022      | 109,372                                   | 3,965                           | 113,337 |
| Abril 2022      | 98,090                                    | 3,912                           | 102,002 |
| Mayo 2022       | 103,354                                   | 4,453                           | 107,807 |
| Junio 2022      | 92,785                                    | 4,709                           | 97,494  |
| Julio 2022      | 72,260                                    | 5,249                           | 77,509  |
| Agosto 2022     | 71,153                                    | 6,080                           | 77,233  |
| Septiembre 2022 | 72,494                                    | 4,970                           | 77,464  |